# Weststellingwerf
Weststellingwerf (phát âmⓘ) là một đô thị ở tỉnh Friesland ở phía bắc Hà Lan.
Đây là một trong những đô thị ở tỉnh Friesland nơi cư dân không nói tiếng Tây Frisia mà nói tiếng Stellingwerfs, một phương ngữ của tiếng Hà Lan Hạ Saxon.

## Các trung tâm dân cư
Blesdijke, Boijl, De Blesse, De Hoeve, Langelille, Munnekeburen, Nijeholtpade, Nijeholtwolde, Nijelamer, Nijetrijne, Noordwolde, Oldeholtpade, Oldeholtwolde, Oldelamer, Oldetrijne, Oosterstreek, Peperga, Scherpenzeel, Slijkenburg, Sonnega, Spanga, Steggerda, Ter Idzard, Vinkega, Wolvega, Zandhuizen.